# Amon Düül II
Az Amon Düül II (vagy Amon Düül 2) egy német krautrock együttes, a műfaj egyik úttörője[forrás?]. Jelen vannak továbbá a progresszív és pszichedelikus rock műfajokban is. 1968-ban alakultak meg Münchenben. Karrierjük alatt 15 nagylemezt jelentettek meg. Hosszú pályafutásuk alatt többen megfordultak a zenekarban. Az együttesre jellemző volt a kísérletezés. Az egyik tag, Daniel Fichelscher a hasonló, szintén német Popol Vuh együttesből jött át ide. 2006-ban a csapat dobosa, Peter Leopold dobos elhunyt, 2015-ben pedig a basszusgitáros, Lothar Meid is meghalt. Ennek ellenére a zenekar egészen a mai napig aktív.

## Diszkográfia
- Phallus Dei (1969)
- Yeti (1970)
- Tanz der Lemminge (1971)
- Carnival in Babylon (1972)
- Wolf City (1972)
- Utopia (1973)
- Vive La Trance (1973)
- Hijack (1974)
- Made in Germany (1975)
- Pyragony X (1976)
- Almost Alive... (1977)
- Only Human (1979)
- Vortex (1981)
- Nada Moonshine # (1995)
- Düülirium (2010)